# Хуан Кунья
Хуан Кандідо да Кунья Дотті, відомий як Хуан Кунья (Соус Іллескас, Флорида, 3 жовтня 1910 — Монтевідео, 7 жовтня 1985) — уругвайський поет, учасник Ґенерації '45.

## Біографія
Хуан Кунья народився в 1910 році в Соус де Іллескас, сільській місцевості поблизу Іллескаса, департамент Флорида. Його батьками були Франциско де Асіс да Кунья да Коста та Марія Роза Дотті Лаурія. Кунья був другим з одинадцяти дітей, першим хлопчиком. Як і його брати, Хуан відвідував початкову школу в Саранді-дель-Ії, одночасно з тим, вони працювали в сільському господарстві, яким займалася родина. Пізніше Кунья відвідував приватні уроки.
Хуан Кунья почав писати вірші в дитинстві. Як він сказав через роки, Кунья зазнав «інавгураційного тремтіння», кожного разу, коли до його рук потрапляв вірш чи фотографія поета: «… щось на зразок того, що ми відчуваємо, затисши в кулаці маленьку пташку, яка відчуває і бачить, як її вільні побратими розтинають простір» (Señal de vida, том І). Свої перші вірші він опублікував у газеті «Trabajo» Ніко Переса.
Саме його дядько по материнській лінії Віктор Дотті, старший за нього на три роки, займався навчанням поета-аматора. У 1928 він переїхав до Монтевідео для навчання в середній школі і з наміром навчатися як поет. Кунья зупинився в готелі «Оласкоага», де познайомився і подружився з чилійським поетом Умберто Діасом Касануевою, який познайомив його з творчістю Пабло Неруди, Педро Салінаса, Ніколаса Гільєна, Артюра Рембо, Стефана Малларме, Ґійома Аполлінера, Жуля Сюперв'єля та інших. Він був пов'язаний з богемою Монтевідео, кав'ярнями «Ateneo», а також різними інтелектуалами та художниками того часу, серед яких були Хуан Філартіґас, Альфредо Де Сімоне, Педро Леандро Іпуче, Карлос Сабат Еркасті та Еміліо Орібе.
У 1929 Кунья опублікував свою першу поетичну збірку «El pájaro que vino de la noche» («Птах, що прийшов з ночі»). Видання фінансував його батько, незважаючи на незгоду з літературною діяльністю сина, надаючи перевагу розвитку членами родини сільськогосподарської справи свого підприємства.
Однією з центральних, але не єдиних тем поетичної творчості Куньї є «ностальгія за втраченим раєм селянського дитинства».
Лише у 1937 Хуан Кунья опублікував збірку «Guardián Oscuro» («Темний охоронець»), до якої увійшли вірші, написані в першій половині 1930-х рр., Та три поетичні зошити, що відображають вплив іспанського покоління ' 27 на його ліричну творчість. У тому ж десятилітті його пов'язували з Хоакіном Торресом Ґарсією, Денисом Моліною, Касто Канелем, Сельвою Маркес, Маріо Арреґі, Лібером Фалько, Хуаном Карлосом Онетті, Франциско Еспінолою, Хосе Педро Діасом та Енріке Лентіні.
У 1939 його призначили секретарем місцевого селища Ніко Перес, але Кунья подав у відставку, щоб повернутися до Монтевідео, де завдяки фінансовій підтримці батька та разом зі своїм другом музикантом Касто Канелем встановив друкарський верстат «Stella». Того ж року вони надрукували «El pozo», перший роман Хуана Карлоса Онетті. Наступного року вони надрукували «Cometas sobre los muros» («Повітряних змії на стінах» Лібера Фалько).
У 1941 Хуан Кунья почав працювати в тижневику «Marcha» колекціонером та посередником реклами, після інтеграції друкарні в «Talleres 33», де друкувався тижневик. Кунья виконував цю роботу до 1960.
У 1945 він опублікував «Cuaderno de Nubes», а в 1948 — «6 sonetos humanos».
У 1951 році він видав книгу « Мрія і повернення селянина», яка отримала літературну премію від Юстино Завала Муніза . Він почав публікувати вірші в «Марчі» на прохання літературознавця Еміра Родрігеса Монегала . Він був відомий як «поет березня».
У 1956 познайомився з Вілдою Белурою, вчителькою початкових класів, яка координувала роботу в школі 113, де він працював (вони одружилися в 1960). Наступного року опублікував ілюстровану книгу для учнів «Pequeña antología» («Маленька антологія»).

У 1961 Даніель Вільєтті написав музику на вірш Куньї «La nostalgia de mi tierra» із книги «A eso de la tarde», опублікованої того ж року.

«Я пишу тоді, коли можу, коли це виходить, від запам'ятовування та переписування якогось вірша, складеного у снах, до запису рядків у автобусі та виправлення віршів по пам'яті під час прогулянки вулицею. Завжди є щось неопубліковане, незалежно від того, закінчене це чи зроблене наполовину. У мене не було жодних труднощів із публікаціями, оскільки я був своїм власним редактором, усвідомлюю наслідки, пов'язані з цим".

У період з 1961 по 1971 з'явилися інші публікації, зокрема «Pastor perdido» («Загублена вівчарка», Editorial Alfa, 1966). Під час військової диктатури в Уругваї (1973—1985) опублікував лише «Enveses y otros reposses» (Мексика, 1981). У 1984 опублікував «Plurales», а в 1985 «Árboles», що з'явилася посмертно.
Після смерті Кунья залишив сорок шість неопублікованих книг, які зберігала його дружина Вільда Белура, що консультувала його щодо розвитку його ліричних творів. Національна академія листів Уругваю видала цей неопублікований матеріал у чотирьох томах у грудні 2000 під назвою «Señal de vida» («Сигнал життя»).

## П'єси
- 1929 — El pájaro que vino de la noche
- 1937 — Guardián oscuro (Ediciones Alfa)
- 1937 — 3 cuadernos de poesía
- 1945 — Cuaderno de nubes
- 1948 — 6 sonetos humanos
- 1950 — En pie de arpa (Ediciones del Pie en el Estribo)
- 1951 — Sueño y retorno de un campesino (Égloga, elegía, geórgica) (Ediciones del Pie en el Estribo)
- 1952 — Variación de Rosamía (CISA)
- 1953 — Cancionero de pena y luna: cantares, canciones, coplas (Ediciones Eme)
- 1954 — Triple tentativa (Ediciones Número)
- 1955 —Hombre entre luz y sombra
- 1956 — Niño solo
- 1957 — Pequeña antología
- 1957 — Del amor sobre la tierra
- 1959 — Tierra perdida
- 1959 — La sortija del olvido
- 1961 — A eso de la tarde
- 1966 — Pastor perdido (Editorial Alfa)
- 1968 — De cosa en cosa
- 1971 — Palabra cabra desmandada
- 1981 — Enveses y otros reveses (Libros del Bicho N.º 17. Premia Editora, México, 1981)
- 1984 — Plurales (Edición Popular Fenaligra)
- 1985 — Árboles (póstumo)
- 2000 (póstumo) — Señal de vida (Cuatro volúmenes, Academia Nacional de Letras)